# Синявский, Власий
Власий Синявский (эст. Vlasiy Sinyavskiy, Vlasi Sinjavski; род. 27 ноября 1996, Нарва, Ида-Вирумаа) — эстонский футболист, полузащитник чешского клуба «Словацко» и национальной сборной Эстонии.

## Карьера

### Клубная
Футболом начал заниматься в юношеской команде «Нарвы-Транс». Именно за этот клуб Синявский дебютировал в Премиум-Лиге. Затем полузащитник выступал за лидеров местного футбола — «Нымме Калью» и «Флору».

### Сборная
Власий Синявский выступал за молодежную сборную Эстонии. За главную национальную команду страны страны он дебютировал 8 июня 2019 года в домашнем матче против сборной Северной Ирландии (1:2) в рамках отборочного этапа Чемпионата Европы 2020 года. Таким образом, полузащитник стал четвертым футболистом из Нарвы, после Сергея Заморского, Евгения Новикова и Максима Гусева, который сыграл за сборную Эстонии.

## Достижения
- Чемпион Эстонии: 2019, 2020
- Обладатель Кубка Эстонии: 2019/20
- Обладатель Суперкубка Эстонии: 2020